# Wilhelm von Beck (Chemiker)
Wilhelm von Beck (* 10. Dezember 1822 in Mogiljow; † 3. Dezember 1907 in Sankt Petersburg) war ein deutscher Chemiker und Mineraloge aus Riga.

## Leben
Von Beck  war Lehrer für Mineralchemie in Sankt Petersburg. Später wurde er zum Professor der Chemie und Leiter des chemischen Laboratoriums am Kaiserlichen Berginstitut zu Sankt Petersburg (Bergakademie) ernannt. 1873 wurde er Studieninspektor am Museum und Wirklicher Staatsrat, bevor er 1881 pensioniert wurde.

## Veröffentlichungen
- Über Nephrit und seine Lagerstätten; St. Petersburg, 1882
- Нѣмецко-русскій горно-техническій словарь (Nemecko-russkij gorno-tehničeskij slovar') = deutsch-russisches technisches Wörterbuch der Bergbau- und Hüttenkunde;  St. Petersburg, 1890